# سانتياغو كي أيالا
سانتياغو كي أيالا (بالإسبانية: Santiago Key Ayala) هو مؤرخ فنزويلي، ولد في 25 أبريل 1874 في كاراكاس في فنزويلا، وتوفي بنفس المكان في 21 أغسطس 1959.